# Amathusia thoanthea
Amathusia thoanthea är en fjärilsart som beskrevs av Hans Fruhstorfer 1911. Amathusia thoanthea ingår i släktet Amathusia och familjen praktfjärilar. Inga underarter finns listade i Catalogue of Life.